# سوني بيتش
سوني بيتش (بالإنجليزية: Sunny Beach)‏ هو مروج أمريكي، ولد في 24 سبتمبر 1963 في جاكسونفيل في الولايات المتحدة.

## وصلات خارجية
- سوني بيتش على موقع CageMatch worker (الإنجليزية)
- سوني بيتش على موقع IMDb (الإنجليزية)